# Pomeni imen asteroidov: 98001–99000
Pregled pomenov imen asteroidov (malih planetov) od številke 98001 do 99000, ki jim je Središče za male planete dodelilo številko in so pozneje dobili tudi uradno ime  v skladu z dogovorjenim načinom imenovanja. Pregled je preverjen z Schmadelovim “Slovarjem imen malih planetov” (“Dictionary of Minor Planet Names”). 
Pregled pojasnjuje izvor oziroma pomen imen asteroidov, ki ga je priznala Mednarodna astronomska zveza (IAU). Nekateri asteroidi imajo imajo dodatno pojasnilo o izvoru imena, ki pa vedno ni popolnoma zanesljivo (oznaka “†” ali “‡“). 
| Ime                | Začasna oznaka | Izvor imena                                                                                     |
| 98001–98100        | 98001–98100    | 98001–98100                                                                                     |
| 98101–98200        | 98101–98200    | 98101–98200                                                                                     |
| ------------------ | -------------- | ----------------------------------------------------------------------------------------------- |
| 98127 Vilgusová    | 2000 SP24      | Hedvika Vilgusová, češka illustratorka knjig †                                                  |
| 98201–98300        |                |                                                                                                 |
| 98301–98400        |                |                                                                                                 |
| 98401–98500        |                |                                                                                                 |
| 98494 Marsupilami  | 2000 UN111     | Marsupilami, lik iz komičnih stripov, ki jih je izdelal belgijski karikaturist André Franquin † |
| 98501–98600        |                |                                                                                                 |
| 98601–98700        |                |                                                                                                 |
| 98701–98800        |                |                                                                                                 |
| 98722 Elenaumberto | 2000 YJ8       | Elena Persichilli in Umberto Masi, starša odkritelja †                                          |
| 98801–98900        |                |                                                                                                 |
| 98825 Maryellen    | 2000 YF139     | Mary Ellen Craven, spremljevalka in partnerica odkritelja †                                     |
| 98901–99000        |                |                                                                                                 |

| Predhodnik: 97001–98000 | Pomeni imen asteroidov Seznam asteroidov (98001-98250) Seznam asteroidov (98251-98500) Seznam asteroidov (98501-98750) Seznam asteroidov (98751-99000) | Naslednik: 99001–100000 |